# Phanerotoma flava
Phanerotoma flava är en stekelart som beskrevs av William Harris Ashmead 1906. Phanerotoma flava ingår i släktet Phanerotoma och familjen bracksteklar. Inga underarter finns listade i Catalogue of Life.